# 정암철교
정암철교(鼎岩鐵橋)는 대한민국 경상남도 의령군과 함안군을 연결하는, 일제강점기에 만들어진 철교이다. 2014년 10월 30일 대한민국의 국가등록문화재 제639호로 지정되었다.

## 개요
정암철교는 1935년 철골트러스교로 준공되었으나 6.25전쟁으로 파괴된 후 1958년 남아있던 2개의 경간을 그대로 살려 상부는 철골트러스형식으로 재건하면서, 완전히 파괴된 부분은 새로운 교각을 세워 7개의 경간을 지닌 철근 콘크리트 T형보로 재건하였다.
경남 의령군과 함안군을 연결하는 교량으로서 경남 서부지역 교통체계에서 중요한 역할을 수행한 교량으로 가치가 있다.

## 참고 자료
- 정암철교 - 국가유산청 국가유산포털